# Oakport (Minnesota)
Oakport – jednostka osadnicza w Stanach Zjednoczonych, w stanie Minnesota, w hrabstwie Clay.